# الهابانيرا
الهابانيرا (بالإسبانية: Habanera)‏ (وتسمى أيضًا contradanza criolla أو danza أو danza criolla) هي النسخة الإسبانية والإسبانية الأمريكية من contradanse ، والتي كانت أسلوبًا شعبياً للموسيقى والرقص في القرن الثامن عشر، مستمدة من رقصة الريف الإنجليزي وأجزاء من فرنسا. تم إحضار كونترادانزا إلى أمريكا وهناك أشكال فولكلورية لا تزال موجودة في المكسيك وفنزويلا وكولومبيا وبيرو وبنما والإكوادور.
خارج كوبا، أصبحت الكونترادان تُعرف باسم habanera - رقصة هافانا - وقد تم تبني هذا الاسم في كوبا نفسها بعد شعبيتها الدولية في أواخر القرن التاسع عشر،  على الرغم من أنه لم يتم تسميتها كذلك من قِبل الشعوب التي اخترعتها.

## التاريخ

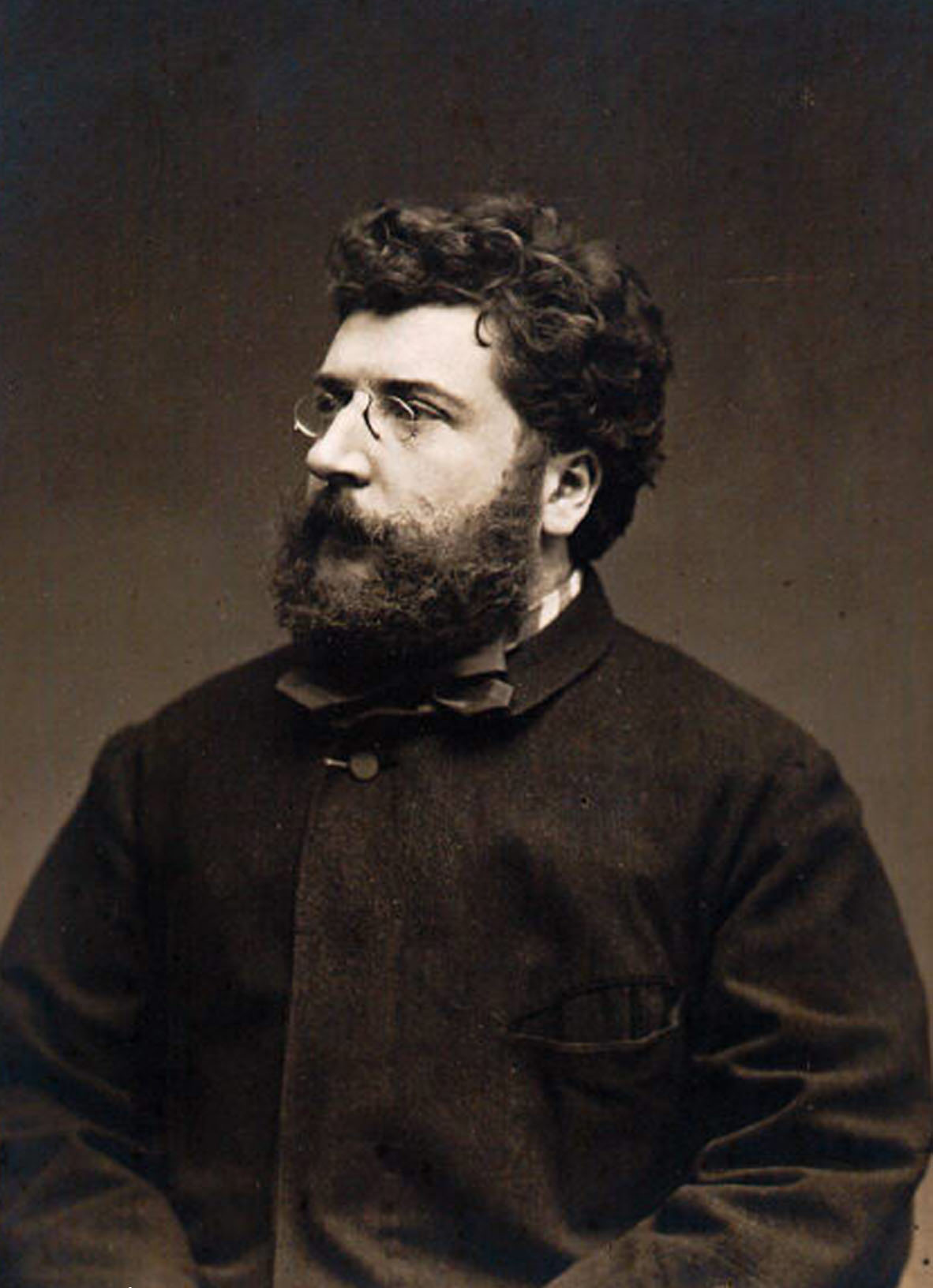
قام جورج بيزيت (1838-1875) بتضمين هابنيرا في أوبراه كارمن (1875)، المستمدة من فيلم "Arreglito" من Yradier.

في الأندلس (خاصة قادس)، فالنسيا، أليكانتي، وكاتالونيا، لا تزال هابانيرا شائعة. "La Paloma" أو "La bella Lola" أو "El meu avi" («جدي») معروفة جيدًا. من أسبانيا، وصل الأسلوب إلى الفلبين حيث لا يزال موجودًا كشكل فني بسيط.

## الإيقاع
تشغيل الصوت غير مدعوم في متصفحك. يمكنك قم بتنزيل الملف الصوتي .
تشغيل الصوت غير مدعوم في متصفحك. يمكنك قم بتنزيل الملف الصوتي .